# Сенаторы от департамента Уаза
В соответствии с законодательством Франции избрание сенаторов осуществляется коллегией выборщиков, в которую входят депутаты Национального собрания, члены регионального и генерального советов, а также делегаты от муниципальных советов. Количество мест определяется численностью населения. Департаменту Уаза в Сенате выделено 4 места (на прошлых выборах 2001 года - 3 места). В случае, если от департамента избирается 4 и более сенаторов, выбор осуществляется среди списков кандидатов по пропорциональной системе с использованием метода Хэйра. Список кандидатов должен включать на 2 имени кандидата больше, чем число мандатов, и в составе списка должны чередоваться мужчины и женщины.

## Результаты выборов 2023 года
В выборах сенаторов 2023 года участвовали 8 списков кандидатов и 2355 выборщиков.
|  | Лидер списка        | Политическая направленность                                                             | Получено голосов | %     | Кол-во мест | +/- (к 2016 г.) |
|  | ------------------- | --------------------------------------------------------------------------------------- | ---------------- | ----- | ----------- | --------------- |
|  | Оливье Пакко        | Разные правые, Республиканцы                                                            | 971              | 41,67 | 2           | +1              |
|  | Александр Уизий     | Социалистическая партия, Разные левые, Коммунистическая партия, Европа Экология Зелёные | 425              | 18,24 | 1           | 0               |
|  | Эдуар Куртьяль      | Республиканцы, Демократическое движение, «Горизонты»                                    | 373              | 16,01 | 1           | -1              |
|  | Жером Башер         | Республиканцы, Разные правые, Союз демократов и независимых                             | 271              | 11,63 | 0           | 0               |
|  | Милен Трощински     | Национальный фронт                                                                      | 146              | 6,27  | 0           | 0               |
|  | Станислав Бартелеми | Вперёд, Республика!, «Горизонты»                                                        | 74               | 3,18  | 0           | 0               |
|  | Марианна Сек        | Непокорённая Франция                                                                    | 36               | 1,55  | 0           | 0               |
|  | Софи Реналь         | Разные центристы                                                                        | 34               | 1,46  | 0           | 0               |

## Результаты выборов 2017 года
В выборах сенаторов 2017 года участвовали 8 списков кандидатов и 2300 выборщиков.
|  | Лидер списка      | Политическая направленность                                 | Получено голосов | %     | Кол-во мест | +/- (к 2011 г.) |
|  | ----------------- | ----------------------------------------------------------- | ---------------- | ----- | ----------- | --------------- |
|  | Эдуар Куртьяль    | Республиканцы, Разные правые                                | 768              | 33,71 | 2           | 0               |
|  | Оливье Пакко      | Разные правые, Республиканцы, Союз демократов и независимых | 402              | 17,65 | 1           | +1              |
|  | Лоранс Россиньоль | Социалистическая партия                                     | 370              | 16,24 | 1           | -1              |
|  | Ален Вассель      | Разные правые, Республиканцы                                | 277              | 12,16 | 0           | 0               |
|  | Софи Реналь       | Вперёд, Республика!, Демократическое движение               | 197              | 8,65  | 0           | 0               |
|  | Жан-Пьер Бозино   | Коммунистическая партия, Разные левые                       | 176              | 7,73  | 0           | 0               |
|  | Мишель Гиньо      | Национальный фронт                                          | 79               | 3,47  | 0           | 0               |
|  | Тома Жоли         | Партия Франции                                              | 9                | 0,40  | 0           | 0               |

## Результаты выборов 2011 года
В выборах сенаторов 2011 года участвовали 6 списков кандидатов и 2240 выборщиков.
|  | Лидер списка     | Политическая направленность                                    | Получено голосов | %     | Кол-во мест | +/- (к 2001 г.) |
|  | ---------------- | -------------------------------------------------------------- | ---------------- | ----- | ----------- | --------------- |
|  | Филипп Марини    | Союз за народное движение                                      | 1 202            | 54,86 | 2           | 0               |
|  | Ив Ром           | Социалистическая партия, Коммунистическая партия, Разные левые | 890              | 40,62 | 2           | +1              |
|  | Мишель Гиньо     | Национальный фронт                                             | 66               | 3,01  | 0           | 0               |
|  | Клод Гуигу       | Разные правые                                                  | 29               | 1,32  | 0           | 0               |
|  | Тома Жоли        | Партия Франции                                                 | 4                | 0,18  | 0           | 0               |
|  | Джамаль Бенкеруф | Разные левые                                                   | 0                | 0     | 0           | 0               |

## Избранные сенаторы (2023-2029)
- Оливье Пакко (Республиканцы), член Совета департамента Уаза
- Сильви Валант-Ле Ир[фр.] (Разные правые), бывший мэр коммуны Траси-ле-Мон
- Александр Уизий[фр.] (Социалистическая партия), член Совета региона О-де-Франс
- Эдуар Куртьяль (Республиканцы), бывший президент Совета департамента Уаза, бывший государственный секретарь и депутат Национального собрания Франции

## Избранные сенаторы (2017-2023)
- Эдуар Куртьяль (Республиканцы), президент Совета департамента Уаза
- Надеж Лефевр (Республиканцы), вице-президент Совета департамента Уаза (с 24.09.2017 по 25.11.2017, запрет совмещения мандатов)
- Оливье Пакко (Республиканцы), член Совета департамента Уаза
- Лоранс Россиньоль (Социалистическая партия)

- Жером Башер (Республиканцы), член Совета департамента Уаза (с 25.11.2017)

## Избранные сенаторы (2011-2017)
- Филипп Марини (Союз за народное движение), мэр Компьеня (с 25.09.2011 по 08.01.2015, отставка)
- Каролин Кайё (Союз за народное движение), мэр Бове
- Ив Ром (Социалистическая партия), президент Генерального совета департамента Уаза
- Лоранс Россиньоль (Социалистическая партия),  вице-президент Регионального совета Пикардии (с 25.09.2011 по 09.05.2014, назначение в правительство Мануэля Вальса)

- Ален Вассель (Союз за народное движение) (с 08.01.2015)
- Жан-Пьер Бозино (Коммунистическая партия) (с 10.05.2014)